# Iglica illyrica
Iglica illyrica is een slakkensoort uit de familie van de Hydrobiidae. De wetenschappelijke naam van de soort is voor het eerst geldig gepubliceerd in 1975 door Schutt.